# بيت هاريس
بيت هاريس (بالإنجليزية: Pete Harris)‏ هو لاعب كرة قدم أمريكية أمريكي، ولد في 7 أبريل 1957 في ماونت هولي ‏ في الولايات المتحدة، وتوفي في 9 أغسطس 2006 في ويست بالم بيتش في الولايات المتحدة.